# Tiamat
Tiamat (Thamthe), zeița haosului divin în mitologia babiloniană este numită în Enuma Eliș "Maica Hubur cea care naște totul" și personificată mai târziu într-un dragon monstruos din al cărui trup omorât, zeul Marduk efectuează a doua cosmogonie, creând universul postdiluvian. 
Noțiunea de monstru simbolizează de fapt ideea de existență nedeterminată, neînfaptuită deplin, adică de foetus, de la care Marduk poate continua opera cosmogonică
începută anterior. Ideea de foetus figurează ca atare în poemul cosmogonic Enuma Eliș, sugerând deci o faptură neterminată, ce rezultă dintr-o zămislire anormală, totuși o faptură plină de virtualități irealizabile, de un potențial contradictoriu, ramasă în stadiul monstruos de forță demonică vatămătoare. 
Teologia comună a religiilor din Mesopotamia stabilește trei stadii de simbolizare a zeiței:   
- a) haosul inițial;
- b) marea sărată și amară, ca sursă a tuturor formelor de viață;
- c) monstru care se întrupează ca dragon înaripat, ca balaur sau, în genere, ca reptilă gigantă.

Conflictul inițial s-a produs între Tiamat (apele sărate ale mării) și soțul ei Apsu (apele dulci ale fluviilor), creându-se astfel alți zei. După ce soțul său, Apsu a fost omorat de către Ea, Tiamat a organizat răzbunarea contra acestuia și a lui Marduk, creând în acest scop o armată de monștri îngrozitori. În timpul luptei care a avut loc intre zeiță și Marduk, Tiamat este prinsă într-o plasă creată de acesta special pentru acest scop, apoi el îi străpunge inima cu o lance, spintecă trupul acesteia in două, o parte folosind-o la facerea firmamentului cerului, iar pe cealaltă la facerea pământului. Deasupra firmamentului și dedesubtul pământului se aflau ape ce țineau sub control corpul spintecat. Deasupra capului zeiței a așezat un munte, "izvoare au fost desferecate, apa vie țâșnii; din ochii ei făcu să izvorască Tigrul și Eufratul" (Enuma Eliș). Pe pântecul ei a îngrămădit munții, i-a îndoit coada și a înnodat Marele Lanț "spre a susține puzderia apelor lui Apsu la picioarele sale" (Enuma Eliș). Acest Mare Lanț din coada monstrului era considerat punctul de echilibru al întregul univers.
Mitul războiului intre Marduk și Tiamat simbolizează impactul celor două elemente, focul și apa (Marduk e mânuitorul focului ceresc, iar Tiamat este marea cu apele ei), cosmogonia acvatica fiind o concepție frecventa în mitologia generală.